# Santo Expedito do Sul

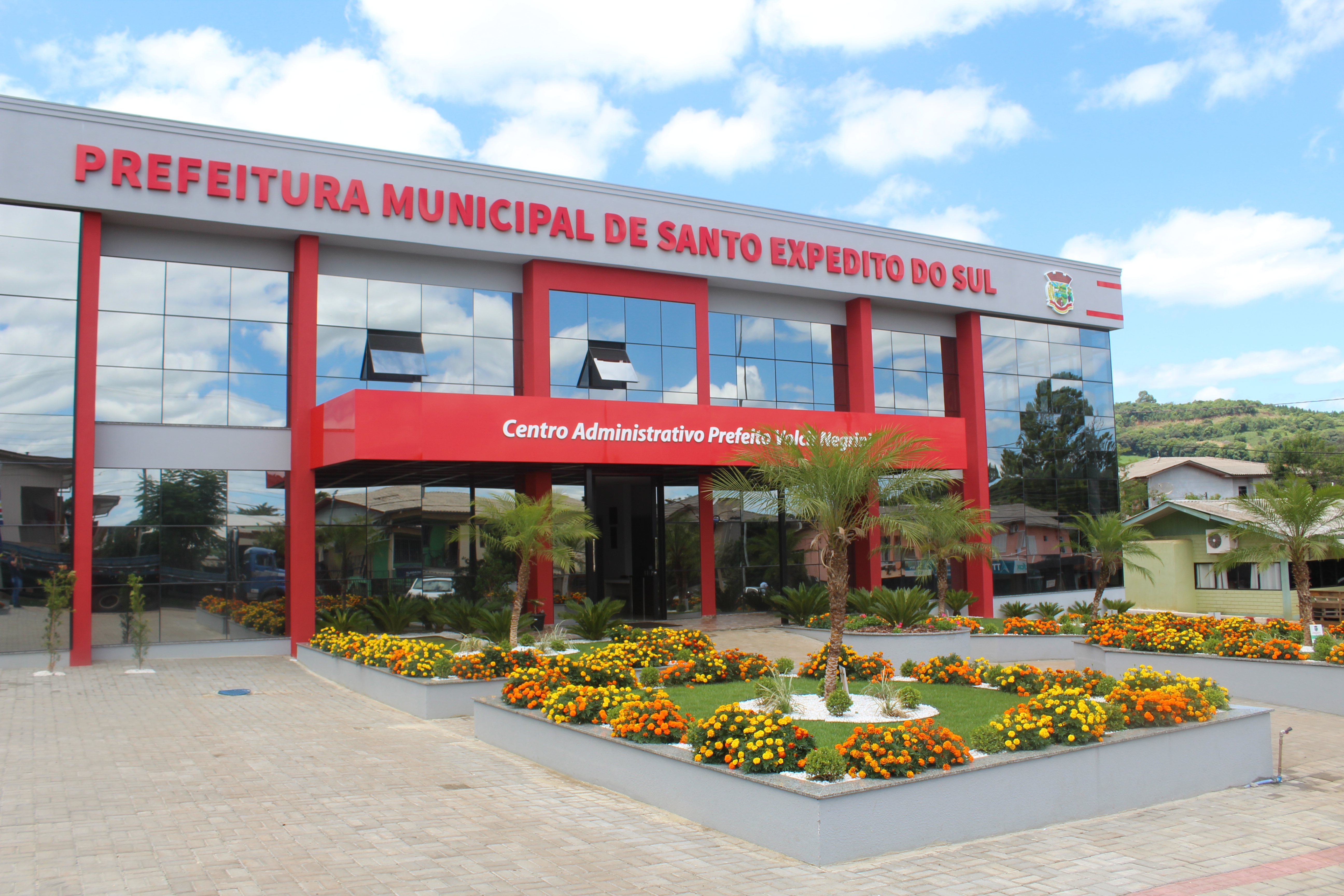
Sede dos poderes Executivo e Legislativo do município.

Santo Expedito do Sul é um município brasileiro do estado do Rio Grande do Sul.

## Galeria

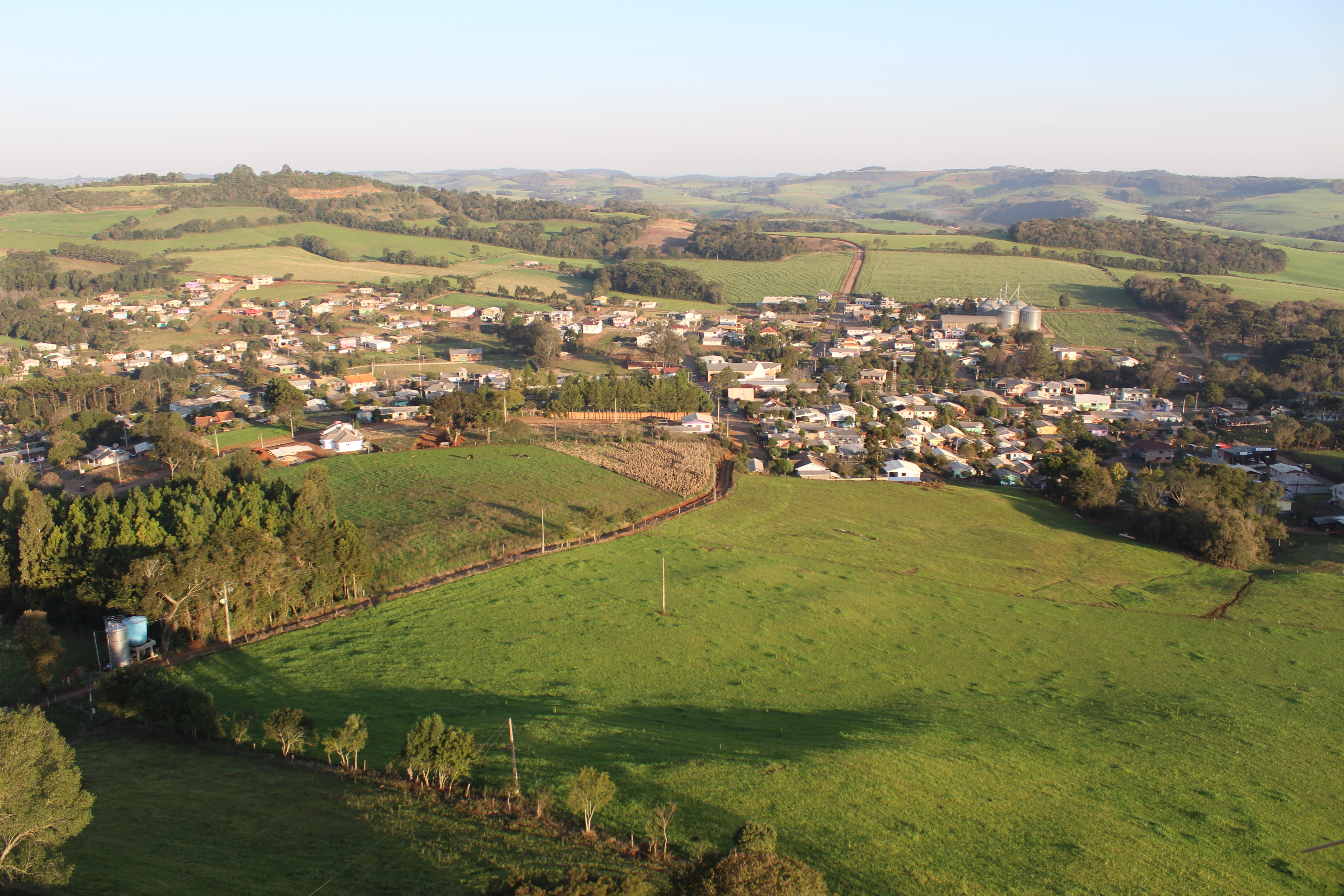
A cidade de Santo Expedito do Sul - Julho de 2018
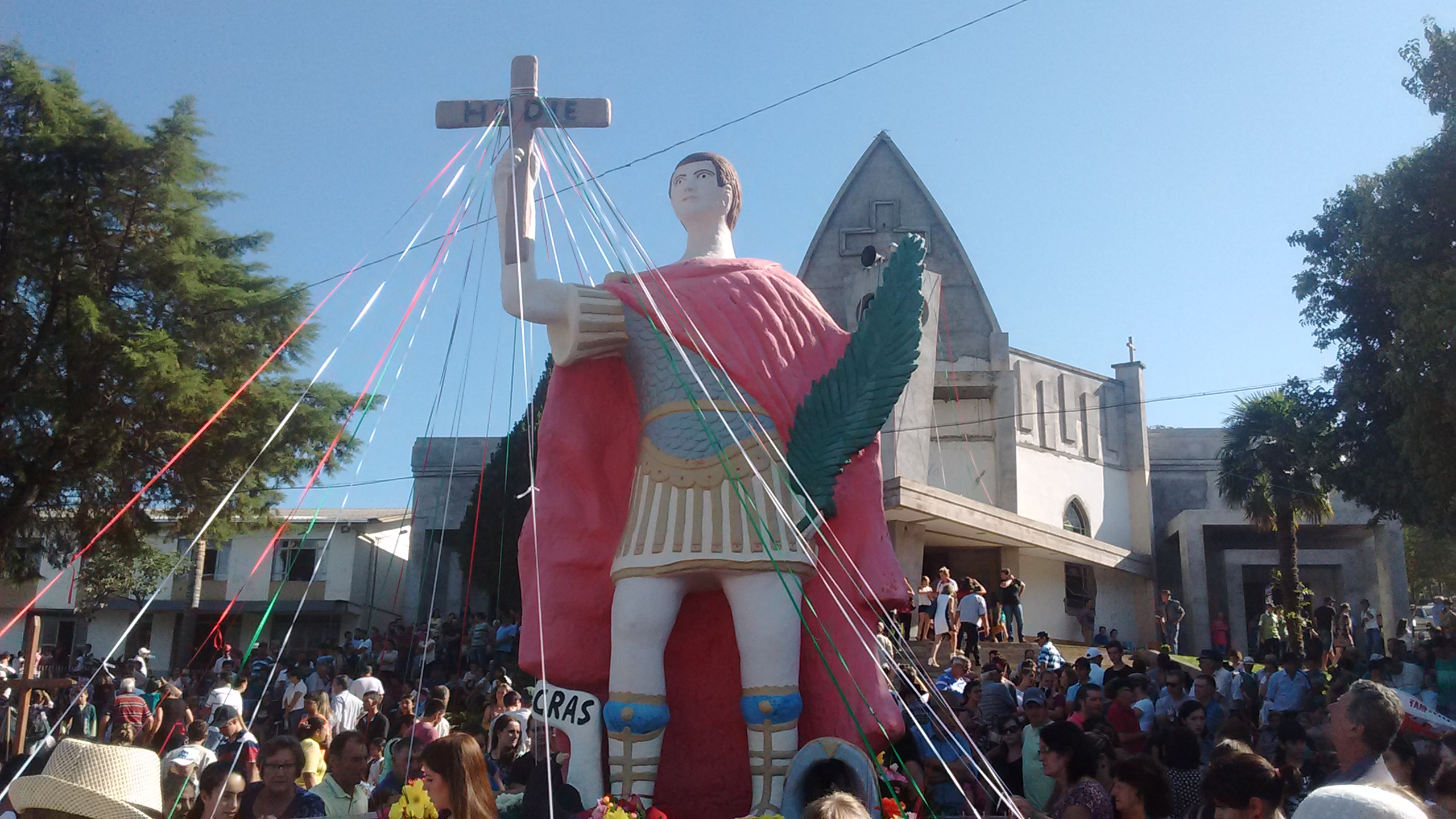
Dia de Romaria - Monumento de Santo Expedito com Santuário, em construção, ao fundo